# Минаков, Александр Васильевич (легкоатлет)
Алекса́ндр Васи́льевич Минако́в (род. 28 августа 1959) — советский легкоатлет, специалист по бегу на короткие дистанции. Выступал на всесоюзном уровне в 1980-х годах, двукратный бронзовый призёр Спартакиад народов СССР, серебряный и бронзовый призёр чемпионатов СССР, призёр ряда крупных стартов всесоюзного значения. Представлял Ленинград и Профсоюзы.

## Биография
Александр Минаков родился 28 августа 1959 года. Занимался лёгкой атлетикой в Ленинграде, выступал за Всесоюзное физкультурно-спортивное общество профсоюзов.
Первого серьёзного успеха на всесоюзном уровне добился в сезоне 1983 года, когда на чемпионате страны в рамках VIII летней Спартакиады народов СССР в Москве с ленинградской командой выиграл бронзовую медаль в зачёте эстафеты 4 × 400 метров.
В 1984 году в беге на 400 метров занял пятое место на соревнованиях в Москве, в эстафете 4 × 400 метров завоевал серебряную награду на чемпионате СССР в Донецке.
В 1988 году на чемпионате СССР в Таллине вновь получил серебро в эстафете 4 × 400 метров, тогда как на всесоюзных соревнованиях в Киеве стал серебряным призёром в индивидуальном беге на 400 метров, установив при этом свой личный рекорд в данной дисциплине — 45,92 метров.
В 1989 году на чемпионате страны в рамках X летней Спартакиады народов СССР в Киеве в программе эстафеты 4 × 400 метров взял бронзу.